# Reischekia
Genre
Reischekia est un genre de pseudoscorpions de la famille des Chernetidae.

## Distribution
Les espèces de ce genre se rencontrent en Nouvelle-Zélande et en Indonésie.

## Liste des espèces
Selon Pseudoscorpions of the World (version 3.0) :
- Reischekia coracoides Beier, 1948
- Reischekia exigua Beier, 1976
- Reischekia papuana Beier, 1965

## Publication originale
- Beier, 1948 : Über Pseudoscorpione der australischen Region. Eos, vol. 24, p. 525-562 (texte intégral).